# لیبرداد

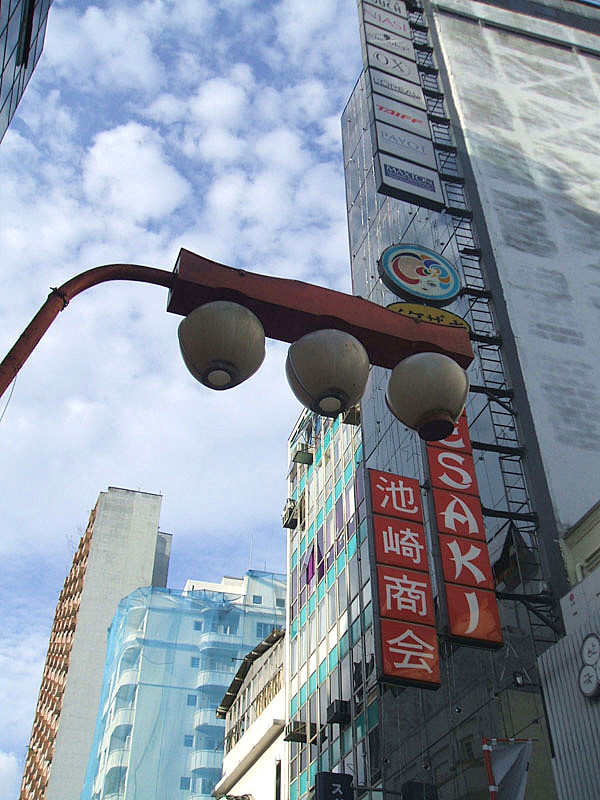
لامپ خیابان همسایگی آزادی

آزادی (در زبان پرتغالی :リベルダーデ Liberdade) محله محبوب جامعه ژاپنی در شهرستان سائوپائولو است. آن در 1950s ایجاد شد، و بزرگترین جامعه ژاپن خارج از ژاپن است.